# Agua Iglesia (pera)
Agua Iglesia es el nombre de una variedad cultivar de manzano (Malus domestica) Esta pera está cultivada en la colección de germoplasma de manzanas del CSIC, también está cultivada en la colección de germoplasma de peral y manzano en la "Finca de Gimenells de la Estación Experimental de Lérida - IRTA". Esta pera es originaria de España en la Comunidad autónoma de La Rioja, procedente de un ejemplar localizado en el año 1987 en el municipio de Lardero, en el Área metropolitana de Logroño.

## Sinonimia
- "Agua Iglesia-Lardero-1 P028",[3]
- "Pera Lardero-1 P028".[2]

## Historia
'Agua Iglesia' es una variedad de pera de La Rioja, está catalogada con el número de accesión P028 en el Banco de germoplasma de peral y manzano de la Universidad de Lérida, que se encuentra integrado en la Red de Colecciones del Programa de Conservación y Utilización de los Recursos Fitogenéticos para la Alimentación y la Agricultura, del Plan Nacional de I+D+I.
'Agua Iglesia' está considerada con otras muchas de las entradas que se han incorporado al Banco de germoplasma en la "Finca de Gimenells de la Estación Experimental de Lérida - IRTA", provienen de ejemplares únicos, en algunos casos, actualmente desaparecidos, lo que ha permitido paliar la erosión genética que se está dando en estas especies frutales.
'Agua Iglesia' es una variedad que se cultiva para su conservación genética, para posibles usos y mejoras en cruces con otras variedades, para incrementar cualidades o intercambiarlas.

## Características
El peral de la variedad 'Agua Iglesia' tiene un vigor fuerte, con ramificación media, con porte horizontal; ramos con forma de crecimiento ondulado, con longitud de entrenudos media, de color predominante marrón rojizo, con un número de lenticelas medio, forma del ápice de la yema redondeado, posición de la yema vegetativa en relación con el ramo ligeramente divergente, y el tamaño del soporte de la yema medio; brote con pigmentación antociánica del ápice en crecimiento media, y con intensidad de la pubescencia fuerte. Época de inicio de floración media, yema fructífera principalmente en lamburdas, y de una longitud corta; sépalos de la flor largos, el porte de los sépalos en relación con la corola son recurvados; pétalos de la flor con una posición de los bordes solapados, posición de los estigmas en relación con los estambres por debajo, tamaño del pétalo grande, el pétalo presenta una forma excluida la uña de redondeado, y la longitud de la uña del pétalo es larga; inflorescencia con un número medio de flores de tamaño grande; con los pétalos de longitud larga y ancho, siendo la relación longitud/anchura de los pétalos casi igual de largos que anchos, estilos con punto de soldadura cerca de la base.
Las hojas tienen un porte erguido en relación con el ramo, limbo de longitud medio y de anchura ancho, con una relación longitud/anchura media, forma del borde aserrada aguda; peciolo con longitud medio, con presencia de estípulas con una forma filiformes, y ángulo del peciolo respecto al ramo pequeño.
La variedad de pera 'Agua Iglesia' tiene un fruto de tamaño y peso medio; forma piriforme ligeramente turbinada, calabaciforme, relación longitud/anchura grande, lados (ausencia o presencia de lados marcados) medio, posición de la anchura máxima en el medio; piel con estado ceroso ausente o muy débil, pruina de la epidermis débil; con color de fondo verde amarillento, importancia del sobre color ausente o muy débil, sobre color de superficie rojo rosado, siendo su intensidad ausente, reparto del color en la superficie ausente, acusando unas lenticelas medianas, y una sensibilidad al "russeting" (pardeamiento áspero superficial que presentan algunas variedades) en las caras laterales ausente o muy débil; pedúnculo con una longitud larga, y un grosor delgado, anchura de la cavidad peduncular pequeña, profundidad de la cavidad pedúncular ausente o muy poco profunda, y con importancia del "russeting" en cavidad peduncular medio; coronamiento por encima del cáliz ausente o muy débil, anchura de la cav. calicina media, profundidad de la cav. calicina media, paredes lisas, y con importancia del "russeting" en cavidad calicina ausente o muy pequeña; ojo de tamaño pequeño; con una longitud de sépalo medio y convergentes.
Carne de color blanca crema, con oscurecimiento de la carne al corte fuerte; textura de la carne gruesa, dureza de la carne blanda, con jugosidad media; sabor algo aromático, malo; corazón con diámetro pequeño; eje abierto; apertura de los lóculos carpelares ausente o muy débil; porte del sépalo parcialmente extendido; semilla de forma elíptica, de longitud muy pequeña, su anchura es muy estrecha, y de color marrón oscuro.
La pera 'Agua Iglesia' tiene una época de maduración y recolección de fruto temprana, finales de verano. Siendo su época de caída de hoja temprana. Se usa como pera de mesa fresca.

## Calidad de fruto y prueba de cata
- Peso del fruto: Medio
- Calibre del fruto: Medio
- Índice de almidón: Alto
- Dureza medida de la carne: Baja
- Índice refractométrico (IR): Alto
- Acidez titulable: Baja
- Jugosidad de la carne: Medio
- Textura de la carne: Gruesa
- Dulzor: Débil
- Acidez: Media
- Intensidad del sabor de la carne: Media
- Sabor: Malo
- Valoración global del fruto: Malo.[3]

## Características Agronómicas
- Afinidad del injerto (compatibilidad con membrillero): Mala
- Facilidad de formación y poda: Media
- Precocidad varietal: Media
- Vecería: Media
- Productividad: Alta
- Escalonamiento de la maduración del fruto: Muy largo
- Sensibilidad a la caída en maduración: Alta
- Aptitud para la conservación del fruto en árbol: Baja
- Aptitud para la conservación del fruto en almacén o cámara: Baja
- Sensibilidad al moteado: sin datos
- Sensibilidad al oídio: sin datos
- Sensibilidad a pulgón lanígero: sin datos
- Sensibilidad a psila: sin datos[10]
- Sensibilidad al socarrado de hojas: Media.[3]